# Mey Hofmann
Maria Remedio Hofmann i Roldós, conocida profesionalmente como Mey Hofmann (Barcelona, 1946-Barcelona, 3 de mayo de 2016) fue una destacada cocinera española, que se ha considerado como la cocinera pionera de la hostelería catalana.

## Biografía
Hija de Baden-Wurttemberg, ingeniero alemán, y de una concertista de piano catalana del Ampurdán. Estudió en el Liceo francés de Barcelona y posteriormente hostelería en Alemania. Antes de ser cocinera, había estudiado arquitectura de interiores, ciencias económicas y gemología. 
En 1983, en el barrio de la Ribera de Barcelona, abrió una escuela de hostelería, que se convirtió en pionera por su metodología y contribución a la difusión de la gastronomía catalana. Posteriormente abrió, también en Barcelona, el Restaurante Hofmann (1992) orientado a facilitar las prácticas a los alumnos de la escuela, la Pastelería Hofmann (2008), el Espacio de degustación Hofmann (2012), el Rincón Hofmann, dentro del mismo restaurante (2014), la Tasca Hofmann (2014) y el Hofmann Bistrot (2016). También colaboró con empresas del sector alimentario y con la Universidad Autónoma de Barcelona.
Se casó con 20 años, tuvo una hija y poco después se divorció. Ya divorciada, abrió un negocio de joyería y empezó a dar clases de cocina en un local dedicado a la venta de productos de hostelería en la barcelonesa calle de Fernando, hasta que, animada por los amigos y familiares, fundó en 1983, en la calle Platería, su propia escuela de cocina, por la cual han pasado más de 20 000 alumnos, y han salido prestigiosos cocineros y reconocidos chefs que han acabado triunfando en todo el planeta. Entre sus alumnos destacan los hermanos gemelos Sergio y Javier Torres (Dos cielos), Jordi Esteve (Nectari), Arnau Bosch (Restaurante Can Bosch), el pastelero Josep Maria Rodríguez y Aitor Zabala. Entre sus maestros tuvo distinguidas figuras de la gastronomía, cómo Juan María Arzak o Alain Ducasse.
Después de haber superado anteriormente dos cánceres, en mayo de 2016, esta dolencia acabó con su vida, después de ser nuevamente diagnosticada en enero de ese mismo año.

## Reconocimientos
En 2004 su restaurante obtuvo una estrella Michelin, y en 2016 la Escuela Hofmann recibió el premio Especial de la Academia Catalana de Gastronomía y Nutrición.

## Publicaciones
- Fuego y pasión en la cocina[4]
- Socorro tengo invitados
- Las recetas de Mey Hoffmann
- El rey de la cuina
- ¿Comida basura?,no, gracias